# Victor Lăcustă
Victor Lăcustă (n. 5 iunie 1951) este un specialist în domeniul fiziologiei clinice și medicinei tradiționale, care a fost ales ca membru corespondent al Academiei de Științe a Moldovei.